# La Nuit des chats bottés
 (avril 2018).
La Nuit des chats bottés, publié en 1979, est le deuxième roman noir de Frédéric H. Fajardie et reste l'un de ses livres les plus connus.

## Résumé
À Paris, en 1977, par amour pour une jeune femme mélancolique, un jeune militaire et ses associés vont entreprendre de venger la mémoire de son père à grand renfort d'explosifs.

## Éditions
- 1979 : Phot'œil, collection « Sanguine » no 4  (ISBN 2-86353-012-7) ;
- 1982 : NéO (Nouvelles éditions Oswald), collection « Le miroir obscur » no 32  (ISBN 2-7304-0116-4) ;
- 1984 : Eurédif, collection « Playboy. Romans policiers » no 22  (ISBN 2-7167-1176-3)
- 1993 : La Table Ronde, collection « La Petite Vermillon » no 5  (ISBN 2-7103-0552-6) ;
- 1995 : La Table Ronde, collection « La Petite Vermillon » no 5 (réédition)  (ISBN 2-7103-0552-6) ;
- 2006 : dans Romans noirs, vol. 1, Fayard  (ISBN 2-213-63022-4) Outre La Nuit des chats bottés, ce volume omnibus réunit les romans suivants : Tueurs de flics ; La théorie du 1% ; Sniper ; Le Souffle court ; L'Adieu aux anges ; Brouillard d'automne
- 2016 : La Table Ronde, collection « La Petite Vermillon » no 5 (réédition)  (ISBN 978-2-7103-8086-3)

## Adaptation en bande dessinée
- 2006 : Scénario et dessins de Boris Beuzelin, Bruxelles/Paris, Casterman, collection « Écriture »  (ISBN 2-203-39624-5)

## Divers
- Site officiel de l'auteur : Frédéric H. Fajardie